# Portia de Rossi

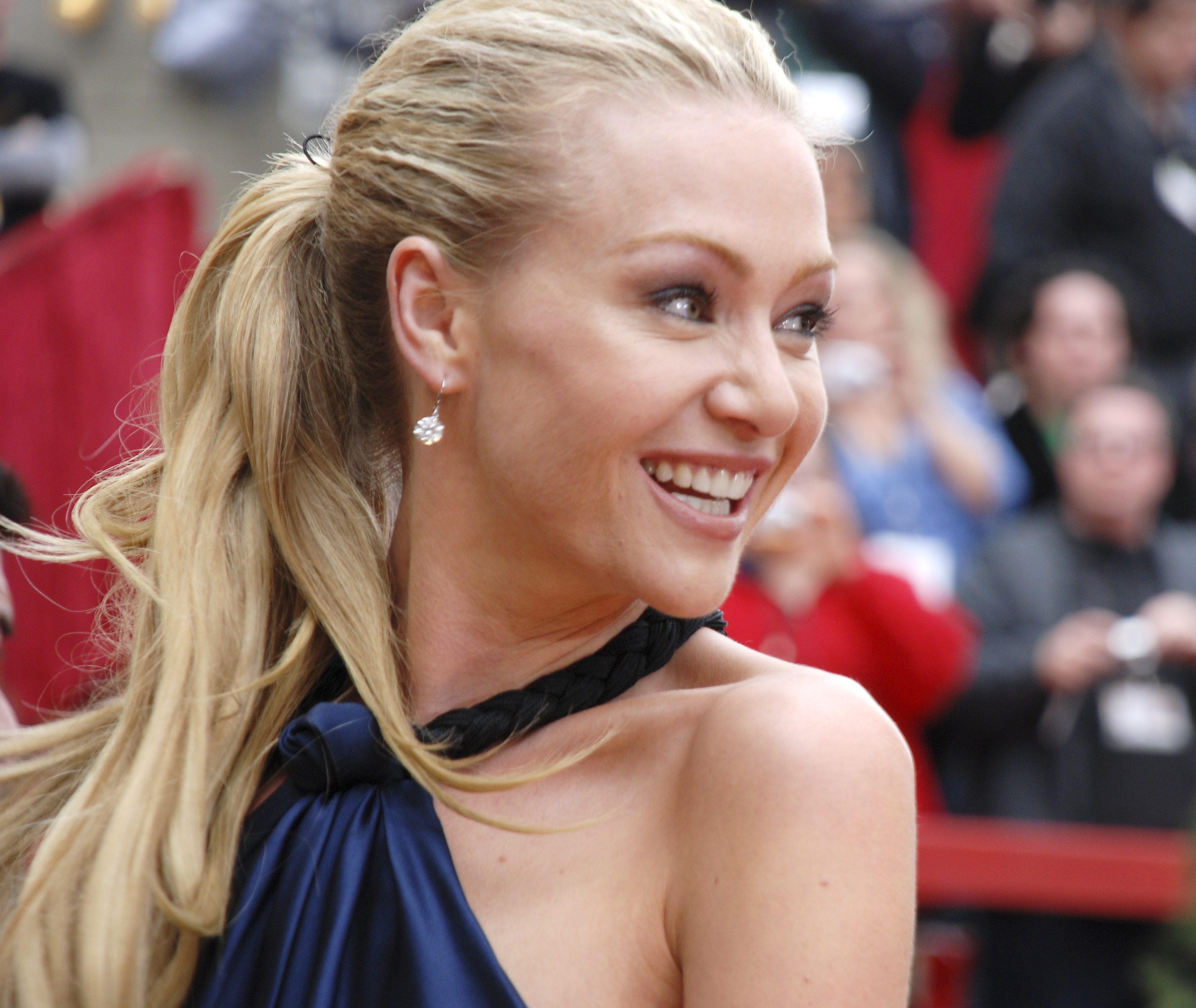
Portia de Rossi (2007)

Portia de Rossi (* 31. Januar 1973 in Horsham, Victoria als Amanda Lee Rogers; bürgerlich heute Portia Lee James DeGeneres) ist eine australische Schauspielerin, die seit 2011 auch die US-amerikanische Staatsangehörigkeit besitzt. Ihre bekannteste Rolle ist die der Nelle Porter in Ally McBeal.

## Leben
Sie ist das zweite Kind von Barry und Margaret Rogers (der Vater starb 1982 an einem Herzinfarkt) und wuchs zusammen mit einem Bruder in Geelong nahe Melbourne auf. Mit zwölf Jahren begann sie bereits, professionell zu modeln. Während dieser Tätigkeit begannen nach eigener Aussage ihre Essstörungen. Sie nahm Tabletten, um Gewicht zu verlieren. Mit 15 Jahren änderte sie ihren Namen in Portia de Rossi. Nach der High School nahm sie ein Jurastudium an der Universität Melbourne auf und war zeitweise als Model und in Werbespots tätig. 1993 brach sie ihr Studium ab.
Ein Produzent wurde auf de Rossi aufmerksam und verschaffte ihr eine Rolle in dem britisch-australischen Film Verführung der Sirenen (1994). Im Jahr 1998 übernahm sie die Rolle der Nelle Porter in der US-amerikanischen Fernsehserie Ally McBeal, die sie einem großen Publikum bekanntmachte. Von 2003 bis 2006 spielte sie die Rolle der Lindsay in der Fox-Comedyserie Arrested Development. Im Mai 2013 kehrte die Serie beim Video-on-Demand-Anbieter Netflix für 15 neue Episoden zurück.
Als sie durch ihre Rolle in Ally McBeal verstärkt im öffentlichen Licht stand, verstärkte sich ihre Anorexie („Magersucht“). Ihre Erfahrungen verarbeitete sie in ihrem Buch Unbearable Lightness, das 2010 veröffentlicht wurde.
1996 heiratete de Rossi den Dokumentarfilmer Mel Metcalfe; die Ehe wurde 1999 geschieden. Von 2000 bis 2004 war de Rossi mit der Sängerin Francesca Gregorini, der Stieftochter von Ringo Starr, zusammen. 2004 verliebte sie sich in die zu diesem Zeitpunkt noch liierte Ellen DeGeneres. De Rossi und DeGeneres trennten sich von ihren Partnerinnen und leben seitdem zusammen in Los Angeles. DeGeneres gab in ihrer Talksendung vom 16. Mai 2008 bekannt, de Rossi heiraten zu wollen. De Rossi war ebenfalls im Studio anwesend. Einen Tag vorher war das in Kalifornien gültige Verbot gleichgeschlechtlicher Ehen gerichtlich gekippt worden. Am 16. August 2008 erfolgte die Trauung in DeGeneres’ Haus in Beverly Hills.
Im August 2010 nahm Portia de Rossi den Familiennamen ihrer Frau an und heißt seitdem mit bürgerlichem Namen Portia Lee James DeGeneres. Seit September 2011 ist sie US-amerikanische Staatsbürgerin.

## Filmografie
- 1994: Verführung der Sirenen (Sirens)
- 1995: The Woman in the Moon
- 1995: Too Something (New York Daze, Fernsehserie)
- 1997: Veronica (Veronica’s Closet, Fernsehserie)
- 1997: Scream 2
- 1998–2002: Ally McBeal (Fernsehserie)
- 1998: Astoria (Fernsehfilm)
- 1998: Cool Girl (Girl)
- 1998: Perfect Assassins (A Breed Apart)
- 1999: The Invisibles
- 1999: American Intellectuals
- 1999: Stigmata
- 2001: Women in Film
- 2001: Jagd auf Mr. Tout (Who is Cletis Tout?)
- 2002: The Glow – Der Schein trügt (The Glow)
- 2002: Twilight Zone (The Twilight Zone, Fernsehserie)
- 2003: Two Girls from Leemore
- 2003–2006, 2013, 2018: Arrested Development (Fernsehserie)
- 2003: America’s Prince: The John F. Kennedy Jr. Story (Fernsehfilm)
- 2003: Mister Sterling (Fernsehserie)
- 2003: Die Mexico Connection (I Witness)
- 2003: The Night We Called It A Day (All The Way: The Kidnapping Of A Music Legend)
- 2004: Dead & Breakfast
- 2005: Verflucht (Cursed)
- 2007–2009: Nip/Tuck – Schönheit hat ihren Preis (Nip/Tuck, Fernsehserie)
- 2009: Shift – Das Geheimnis der Inspiration (The Shift)
- 2009–2010: Better Off Ted – Die Chaos AG (Better Off Ted, Fernsehserie)
- 2012: The Smart One (Fernsehfilm)
- 2012: Mockingbird Lane (Fernsehfilm)
- 2014–2017: Scandal (Fernsehserie, 49 Folgen)
- 2017: Santa Clarita Diet (Fernsehserie)